# 孔頭鯛屬
孔头鲷属为輻鰭魚綱奇鯛目大鱗鲷科的一属鱼类。

## 下属物种
- 大鱗孔頭鯛（Melamphaes acanthomus）
- 大眼孔頭鯛（Melamphaes danae）
- （Melamphaes ebelingi）
- 真鱗孔頭鯛（Melamphaes eulepis）
- 哈氏孔頭鯛（Melamphaes hubbsi）
- （Melamphaes indicus）
- 賈氏孔頭鯛（Melamphaes janae）
- （Melamphaes laeviceps）
- 多耙孔頭鯛（Melamphaes leprus）
- 長腹孔頭鯛（Melamphaes longivelis）
- 高吻孔頭鯛（Melamphaes lugubris）
- 大頭孔頭鯛（Melamphaes macrocephalus）
- 小眼孔頭鯛（Melamphaes microps）
- （Melamphaes parini）
- （Melamphaes parvus）
- 多鱗孔頭鯛（Melamphaes polylepis）
- 矮孔頭鯛（Melamphaes pumilus）
- 洞孔頭鯛（Melamphaes simus）
- 棘孔頭鯛（Melamphaes spinifer）
- 下眶孔頭鯛（Melamphaes suborbitalis）
- 盲目孔頭鯛（Melamphaes typhlops）

## 扩展阅读
維基物種上的相關：孔头鲷属